# Almoravidi
Gli Almoravidi (in arabo المرابطون‎?, al-Murābiṭūn), furono una dinastia berbera, proveniente dal Sahara, che regnò sull'attuale Mauritania, sul Maghreb al-Aqsa (Marocco), sulla Spagna musulmana e una parte del Maghreb al-awsaṭ (Algeria) tra la fine dell'XI e gli inizi del XII secolo.

## Storia

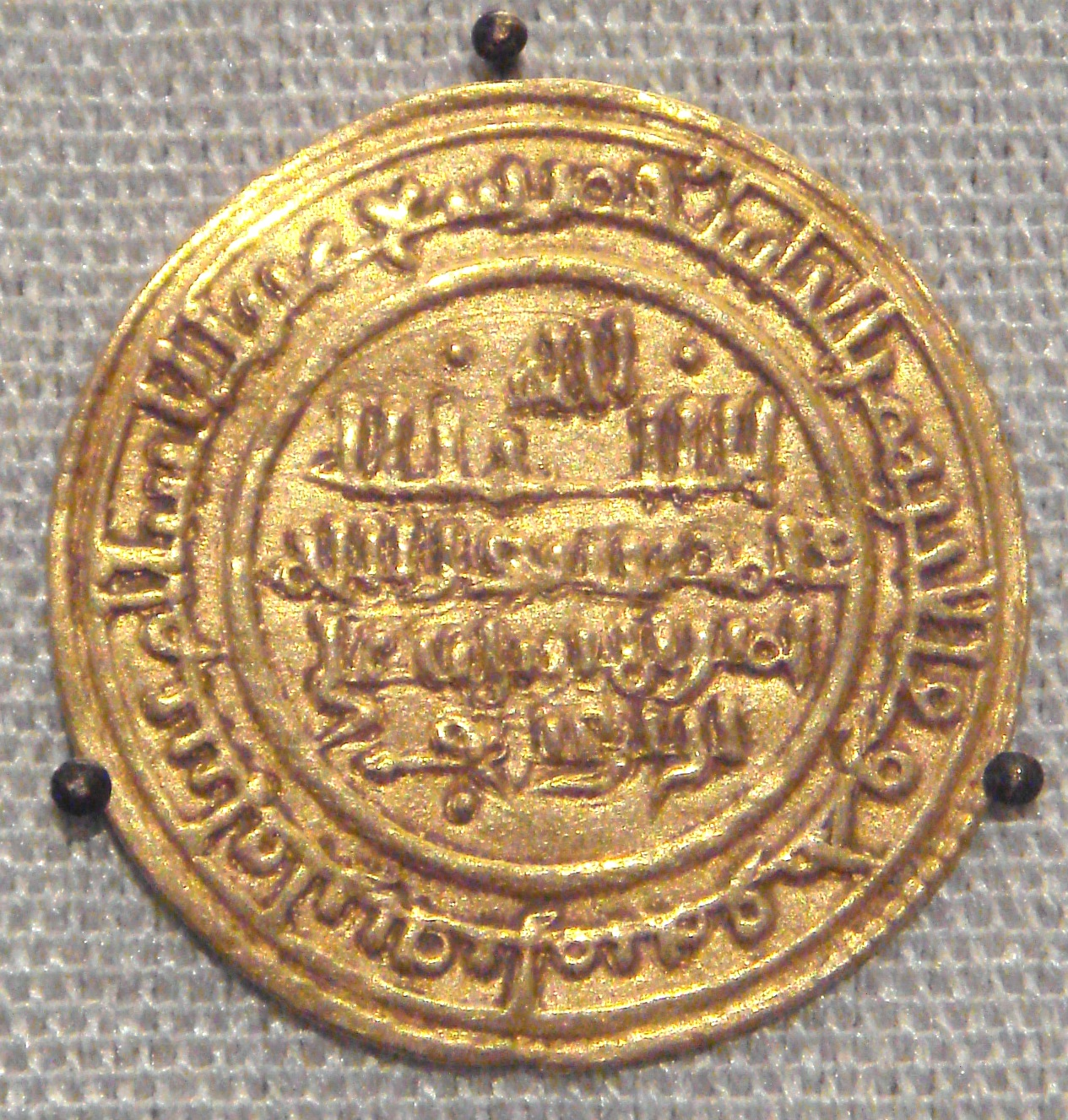
Dīnār almoravide.

Nell'XI secolo, un capo dei Lamtūna («uomini velati», antecedenti dei Tuareg), rilevando la mancanza di una buona conoscenza dell'Islam da parte dei suoi uomini, si rivolse al religioso ʿAbd Allāh Ibn Yāsīn, di scuola giuridica (madhhab) malikita e di orientamento puritano. Da principio il suo insegnamento non ebbe successo. Si decise quindi a fondare un ribāṭ (convento fortificato, da qui il nome di al-Murābiṭūn, «quelli del ribāṭ»), nell'isola di Tidra, nell'attuale Mauritania. Predicava innanzi tutto l'obbedienza alla lettera ai precetti del Corano e l'importanza della disciplina. Trovò rapidamente successo, fondò un esercito di neo-convertiti e attaccò l'impero del Ghana nel 1076. Dopo la morte di Ibn Yāsīn i Lamtūna vennero guidati da Yahya ibn Umar, che morì in battaglia e a cui succedette il fratello Abu Bakr ibn Umar. Dal 1053 gli Almoravidi iniziarono a convertire alle loro credenze religiose le tribù del Sahara.

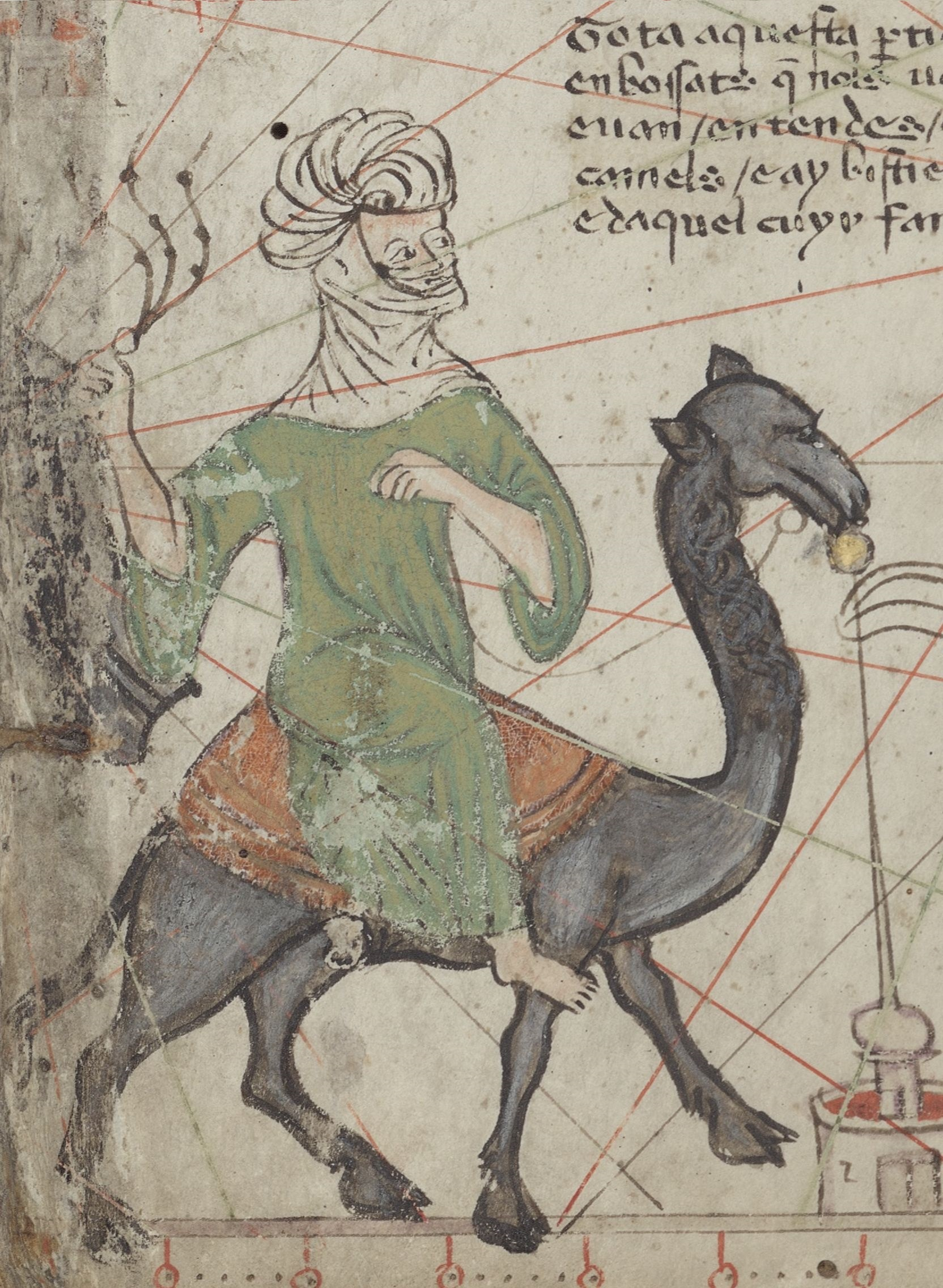
Raffigurazione di Abū Bakr ibn ʿUmar al-Lamtūnī (Atlante catalano). ("Rex Bubecar") presso il fiume Senegal nel 1413, carta di Maiorca. Abū Bakr era noto per le sue conquiste in Africa.

Dopo la morte di Abū Bakr ibn ʿUmar salì al potere Yūsuf ibn Tāshfīn, che ne sposò la vedova Zaynab al-Nafzawiyya. Yūsuf ibn Tāshfīn è considerato il primo sovrano almoravide. Fondò Marrakesh nel 1060, e Tlemcen nel 1080. Tra il 1063 e il 1082, lavorò per unificare il Marocco e l'Algeria occidentale, fondando lo Stato almoravide. Nel 1086, venne invitato dai principi musulmani della Spagna musulmana, i cosiddetti "emiri delle Taife", ad aiutarli contro Alfonso VI di Castiglia. Sbarcato il 30 giugno, Ibn Tāshfīn venne raggiunto dagli emiri di Siviglia, Granada, Malaga e Badajoz, e il 23 ottobre inflisse una severa sconfitta a Alfonso VI nella battaglia di Sagrajas (al-Zallāqa in arabo), nei pressi di Badajoz. Rientrò in seguito in Maghreb a causa della morte del figlio, prima di essere richiamato ancora nel 1089. Vedendo che gli emiri musulmani di Spagna complottavano l'uno contro l'altro e anche contro di lui, appoggiato dalle autorità religiose locali, si rese padrone di tutta al-Andalus (Penisola iberica islamica), tra il 1090 e il 1094. Ibn Tāshfīn morì nel 1106, all'età, secondo la tradizione, di 100 anni.
Gli succedette ʿAlī b. Yūsuf. Egli ingrandì e consolidò l'Impero almoravide, ma si scontrò con la resistenza dei principi cristiani e con l'agitazione dei berberi Almohadi, ostili alla dottrina malikita, che predicavano la guerra santa (jihād) contro gli Almoravidi. Nel 1142, quando morì, l'agitazione almohade era al suo culmine. Nel 1145, il suo successore, Tāshfīn ibn ʿAlī morì cadendo in un precipizio mentre fuggiva dopo una sconfitta nei pressi di Orano. Vi furono in seguito ancora due sultani almoravidi, ma si trattava solo di governanti-fantoccio. Con la conquista di Marrakesh del 1147 ad opera degli Almohadi, suonò l'ora della fine della dominazione almoravide in Africa e in al-Andalus.
La prima capitale da cui si espansero gli Almoravidi fu Azougui nell'attuale Mauritania nel 1040; in breve tempo catturarono Aoudaghost, Awlil e Sijilmassa. Fu da quest'ultimo che ebbe inizio la conquista del Nord. Eliminando i poteri locali e annettendo i principati vicini, unirono gran parte del Maghreb e al-Andalus. Trasformando la base politica tribale e urbana marocchina in un potere teocratico, gli Almoravidi vengono così presentati da alcuni storici come i veri fondatori dello Stato marocchino, in contrasto con la tesi comunemente accettata che attribuisce questa fondazione agli Idrisidi.
Perduti i loro domini principali, gli Almoravidi presero il nome di Banu Ghaniya e si spostarono successivamente nelle Baleari e in Tunisia, dove continuarono a resistere agli Almohadi. Una curiosità è che il cognome Murabit e le sue derivazioni Mourabit, Morabito e Murabito sono particolarmente diffusi in Marocco, Algeria, Tunisia, Mauritania, Spagna, Sicilia orientale e Calabria meridionale.

## Arte almoravide
L'arte almoravide, figlia delle importanti manifestazioni artistiche degli Omayyadi, rispetto alle quali propose caratteri più severi e scarni, nel pieno rispetto delle proprie origini rudi, ha lasciato tracce di sé soprattutto nelle moschee, tra le quali quella di Algeri e di Nedroma, attribuite al condottiero Yūsuf, e di Tlemcen, attribuita a suo figlio.
I principi costruttivi furono ispirati dall'arte di Cordova, sia per l'uso di archi e per la disposizione delle navate, ma non mancarono derivazioni persiane come i caratteri della cupola centrale e l'alternanza fra cupole laterali, stalattiti e nervature.
Tra le innovazioni tipiche di questo periodo, si annoverarono le decorazioni a griglia di mattoni del minareto, i pilastri a spigoli e gli archi a ferro di cavallo.

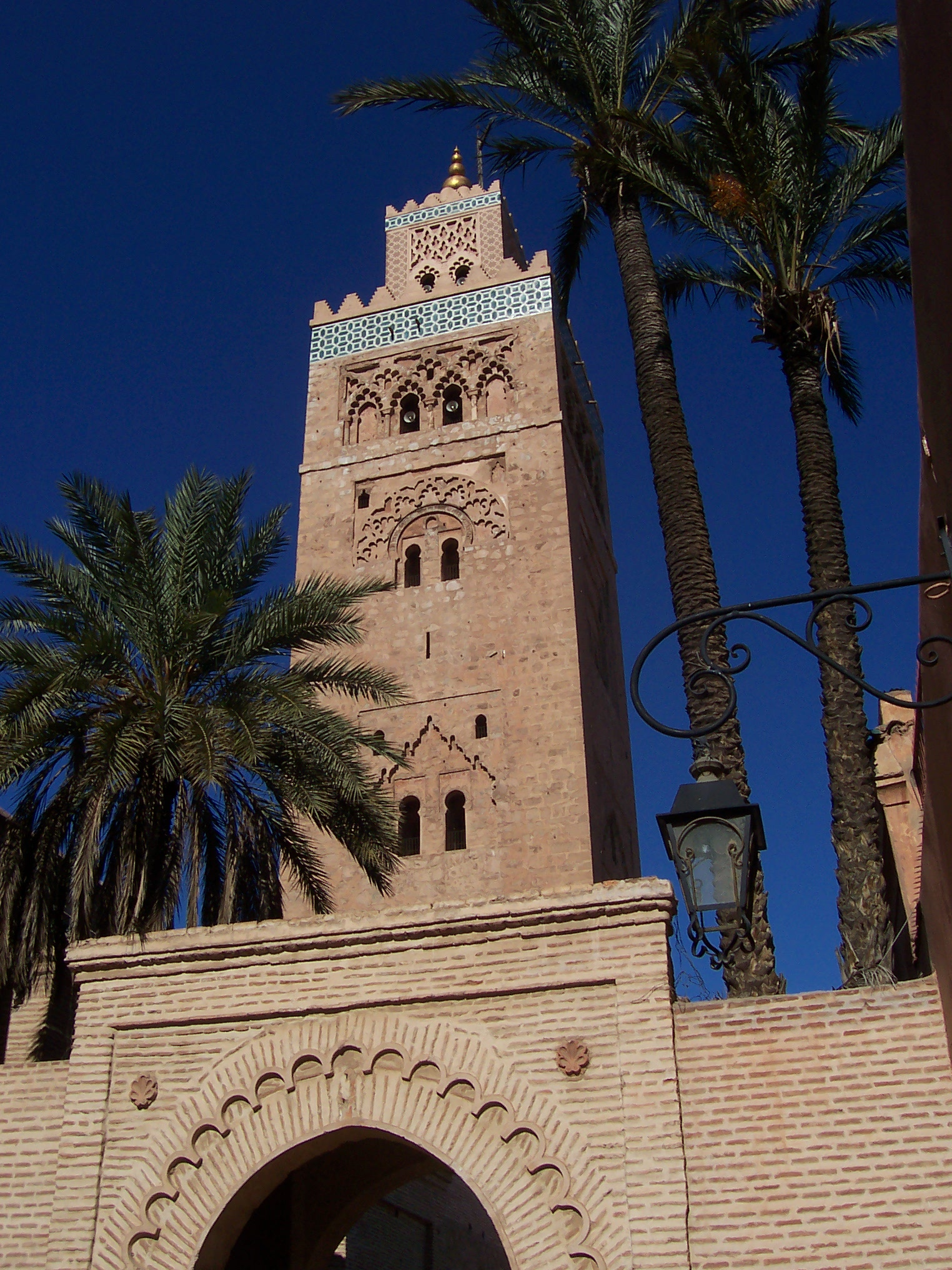
Moschea Kutubiyya a Marrakesh, costruita dagli Almoravidi.
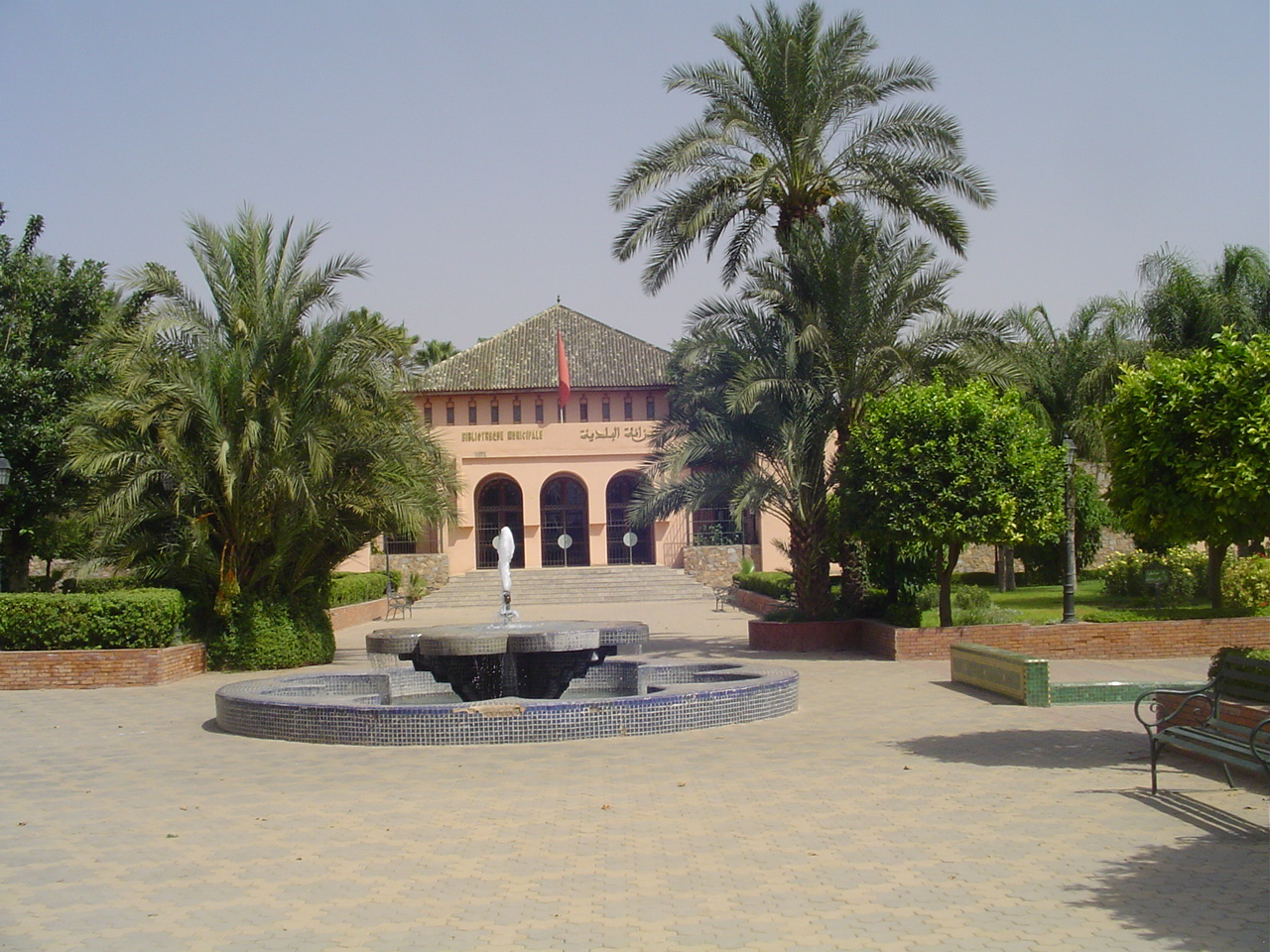
Giardini davanti alla Kutubiyya.
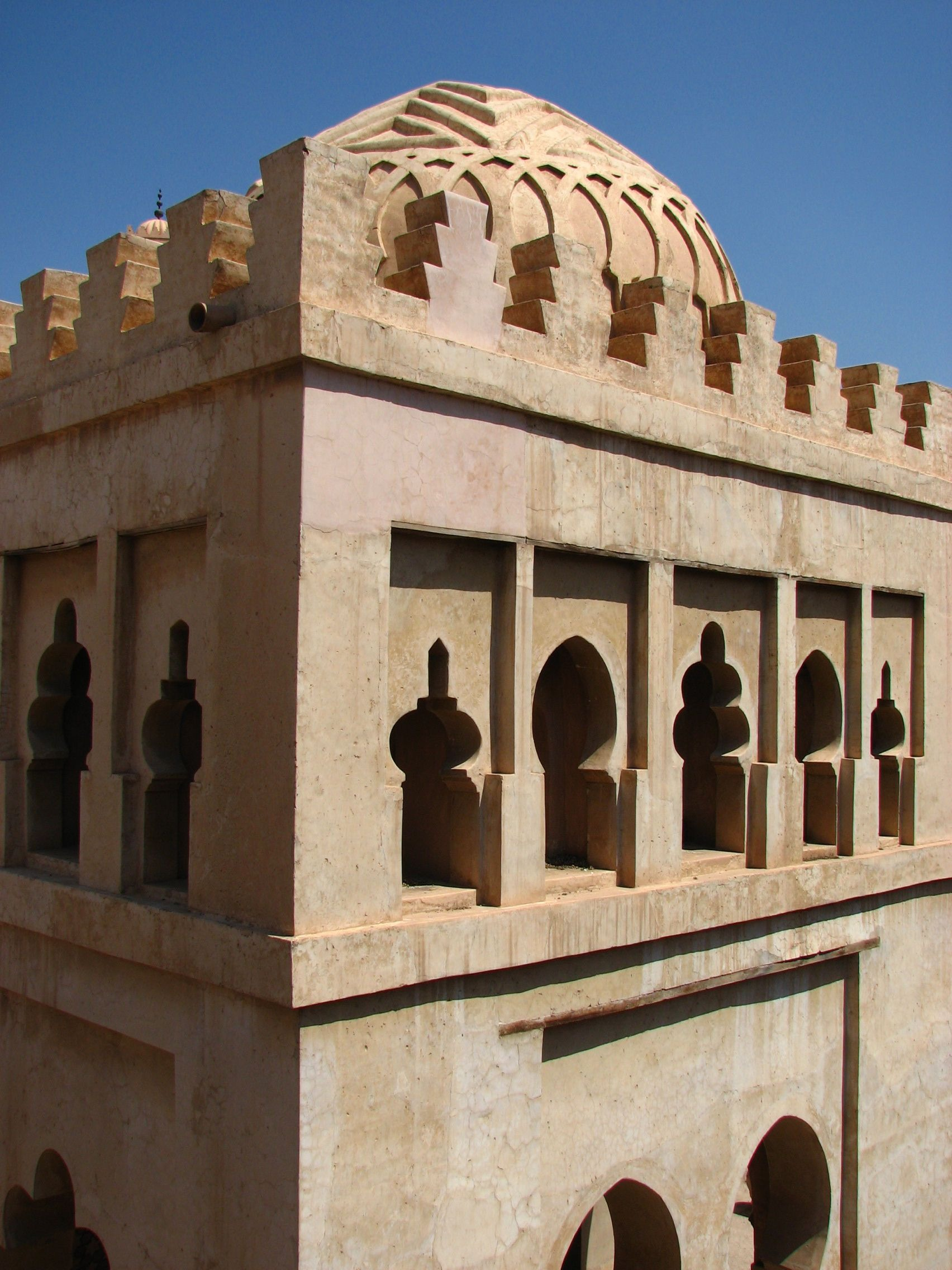
La Kubba almoravide a Marrakesh.
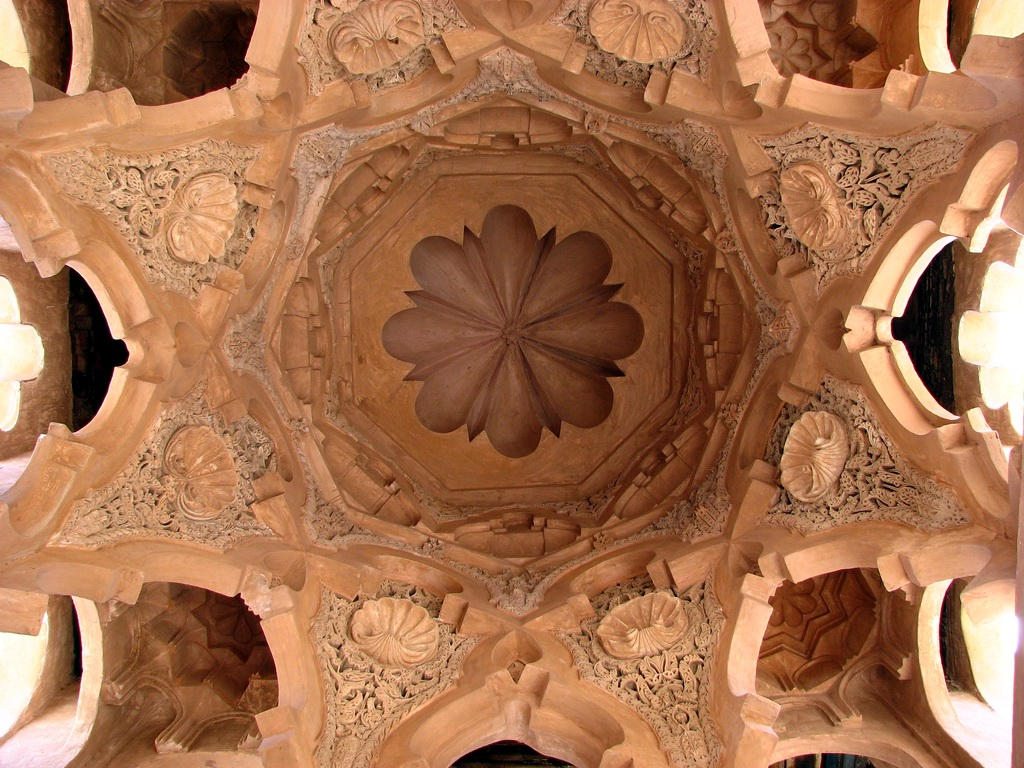
Decorazioni interne della kubba almoravide di Marrakesh.

## I sultani almoravidi
- 1055-1061: Abū Bakr ibn ʿUmar
- 1061-1106: Yūsuf ibn Tāshfīn
- 1106-1143: ʿAlī ibn Yūsuf Ibn Tāshfīn
- 1143-1145: Tāshfīn ibn ʿAlī
- 1145-1145: Ibrāhīm ibn Tāshfīn
- 1145-1147: Isḥāq ibn ʿAlī

## Cronologia dell'impero almoravide (XI-XII secolo)
- 1035: di ritorno dal pellegrinaggio alla Mecca, Yaḥyā b. Ibrāhīm, capo berbero della tribù Judala decide di convertire il suo popolo ai precetti dell'Islam
- 1037: ʿAbd Allāh ibn Yāsīn al-Juzūlī, capo spirituale e ideologo, comincia a porre le basi dottrinali del movimento almoravide.
- 1055: gli Amoravidi condotti da Ibn Yāsīn, emiro berbero della tribù dei Lamthūna, si impadroniscono di Sigilmassa (Marocco)
- 1059: morte di ʿAbd Allāh ibn Yāsīn, la comunità religiosa è in via di trasformazione per diventare un regno.
- 1070: Yūsuf b. Tāshfīn inizia la fondazione di Marrakesh, capitale del movimento almoravide.
- 1077: il movimento almoravide, consolidato, comincia la sua espansione verso il nordest del Maghreb (Fez, Tlemcen, Orano, Algeri).
- 1080: gli Andalusi, i cui "regni di taifa" sono minacciati dall'avanzata delle truppe cristiane di Alfonso VI, sollecitano l'intervento del grande emiro almoravide Yūsuf b. Tāshfīn, fondatore della dinastia almoravide.
- 1084: gli Almoravidi si impadroniscono di Ceuta.
- 1085: Alfonso VI conquista Toledo.
- 1086: l'emiro almoravide Yūsuf ibn Tāshfīn decide di intervenire nella penisola, dove vince la battaglia di al-Zallaqa (Sagrajas) a Badajoz.
- 1090: Yūsuf ibn Tāshfīn occupa la ṭāʾifa di Granada e inizia la conquista di al-Andalus.
- 1091: gli Almoravidi si impadroniscono di Cordova, Almería, Badajoz e Siviglia e mandano in esilio il re di Siviglia al-Mu‘tamid. L'espansione verso Levante è arrestata dalla presenza del Cid a Valencia.
- 1094: l'esercito almoravide arriva fino a Lisbona.
- 1098: Yūsuf ibn Tāshfīn è proclamato Comandante dei musulmani, Difensore della Fede e Inviato del Comandante dei Credenti.
- 1102: gli Almoravidi conquistano Valencia e la parte settentrionale di al-Andalus, arrivando fino alla valle dell'Ebro. Yūsuf ibn Tāshfīn nomina erede suo figlio ʿAlī ibn Yūsuf.
- 1106: morte di Yūsuf ibn Tāshfīn. ʿAlī, suo figlio, è proclamato emiro. Gli Almoravidi occupano le isole Baleari.
- 1110: gli Almoravidi occupano la ṭāʾifa di Saragozza.
- 1118: Alfonso il Battagliero occupa Saragozza.
- 1120: Battaglia di Cutanda (17 giugno).
- 1138: ʿAlī ibn Yūsuf nomina erede suo figlio, Tāshfīn ibn ʿAlī.
- 1142: al-Andalus si fraziona di nuovo. Nascita delle seconde ṭāʾifa.
- 1143: Tāshfīn governa l'impero almoravide, sempre più frammentato.
- 1145: morte di Tāshfīn, terzo emiro almoravide.
- 1146: une parte di al-Andalus riconosce la sovranità del califfo almohade ʿAbd al-Muʾmin. Ha inizio, con gli Almohadi, un nuovo periodo storico.
- 1147: gli Almohadi penetrano all'interno di Marrakesh, la capitale almoravide.